# Acanthaster
Acanthaster is een geslacht van zeesterren, en het typegeslacht van de familie Acanthasteridae.

## Soorten
- Acanthaster brevispinus Fisher, 1917
- Acanthaster planci (Linnaeus, 1758) - Doornenkroon

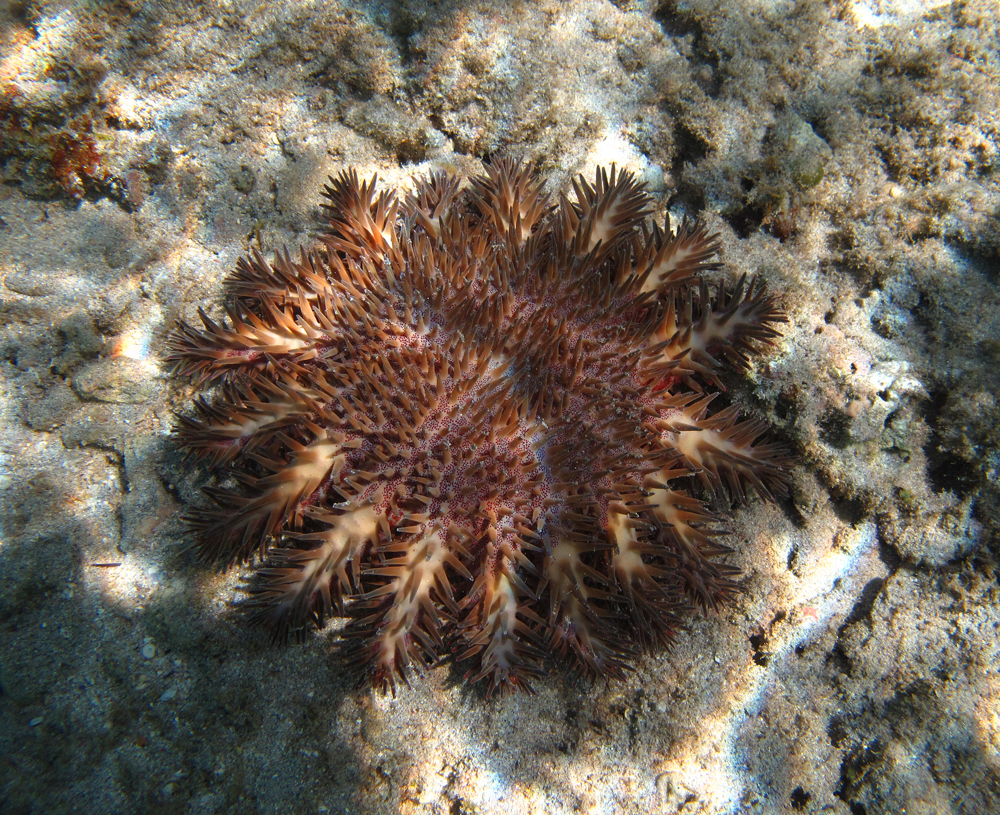
Acanthaster planci bij Réunion.
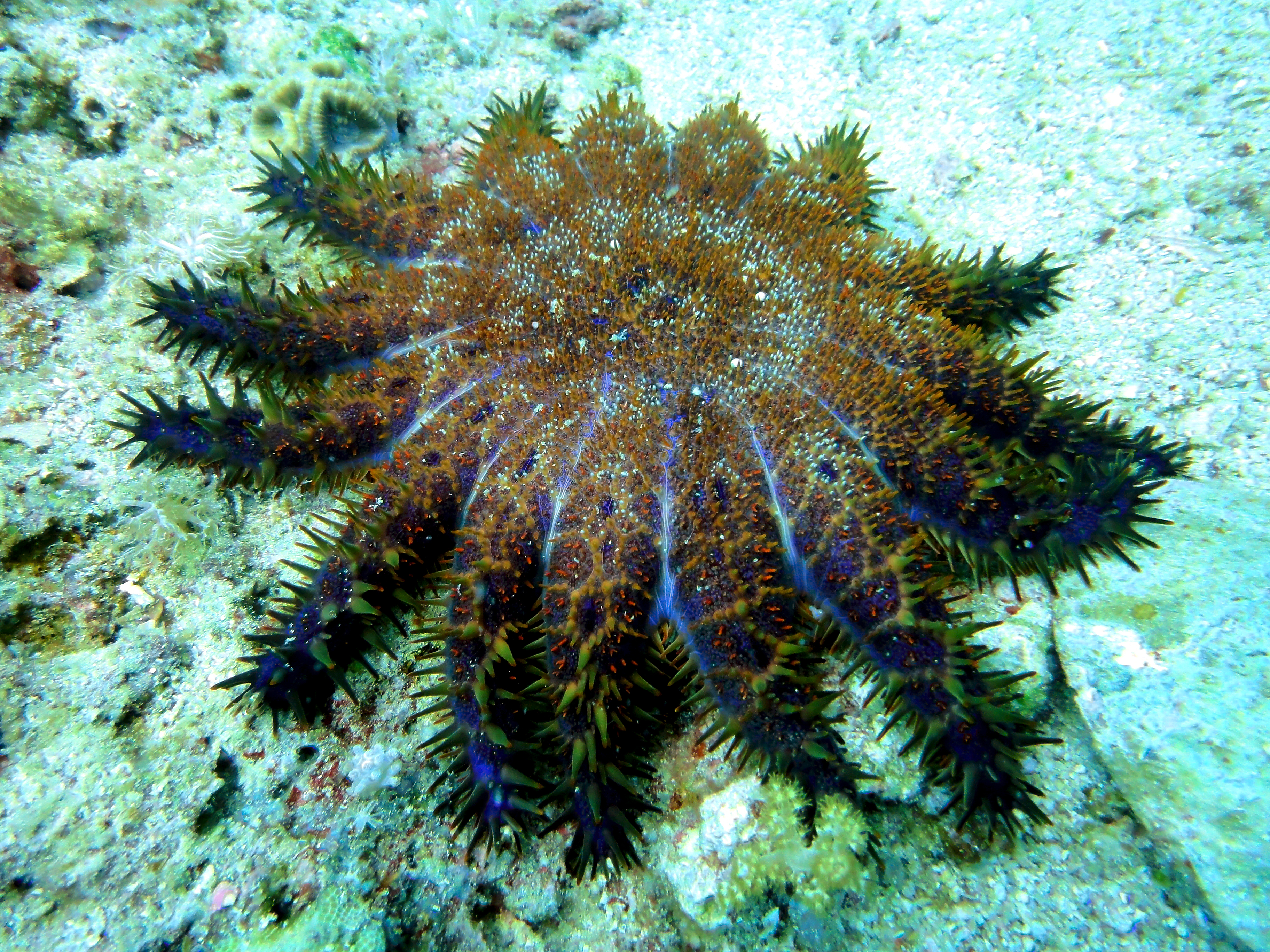
Acanthaster brevispinus bij de Filipijnen.